# Grand Prix San Sebastián
Grand Prix San Sebastián, oficj. Gran Premio de San Sebastián – wyścig samochodowy typu Grand Prix, organizowany w latach 1923–1930. W 1926 wyścig wliczał się do cyklu Grandes Épreuves i był organizowany jako Grand Prix Europy. Zawody rozgrywane były na torze Circuito Lasarte w miejscowości Lasarte-Oria k. San Sebastián, liczącym ponad 17 kilometrów.
Wyścig, poza samochodami Grand Prix, rozgrywany był też w klasach cyclecarów oraz voiturette. W klasie cyclecarów rozegrano dwa wyścigi: w 1923 roku wygrał Ramon Bueno w Salmsonie GP, natomiast zwycięzcą edycji z 1925 roku został Georges Casse, jadący Salmsonem VAL. Wyścig w klasie voiturette odbył się tylko w 1923 roku, a wygrał go Jean de l'Espee w Bugatti T22

## Zwycięzcy

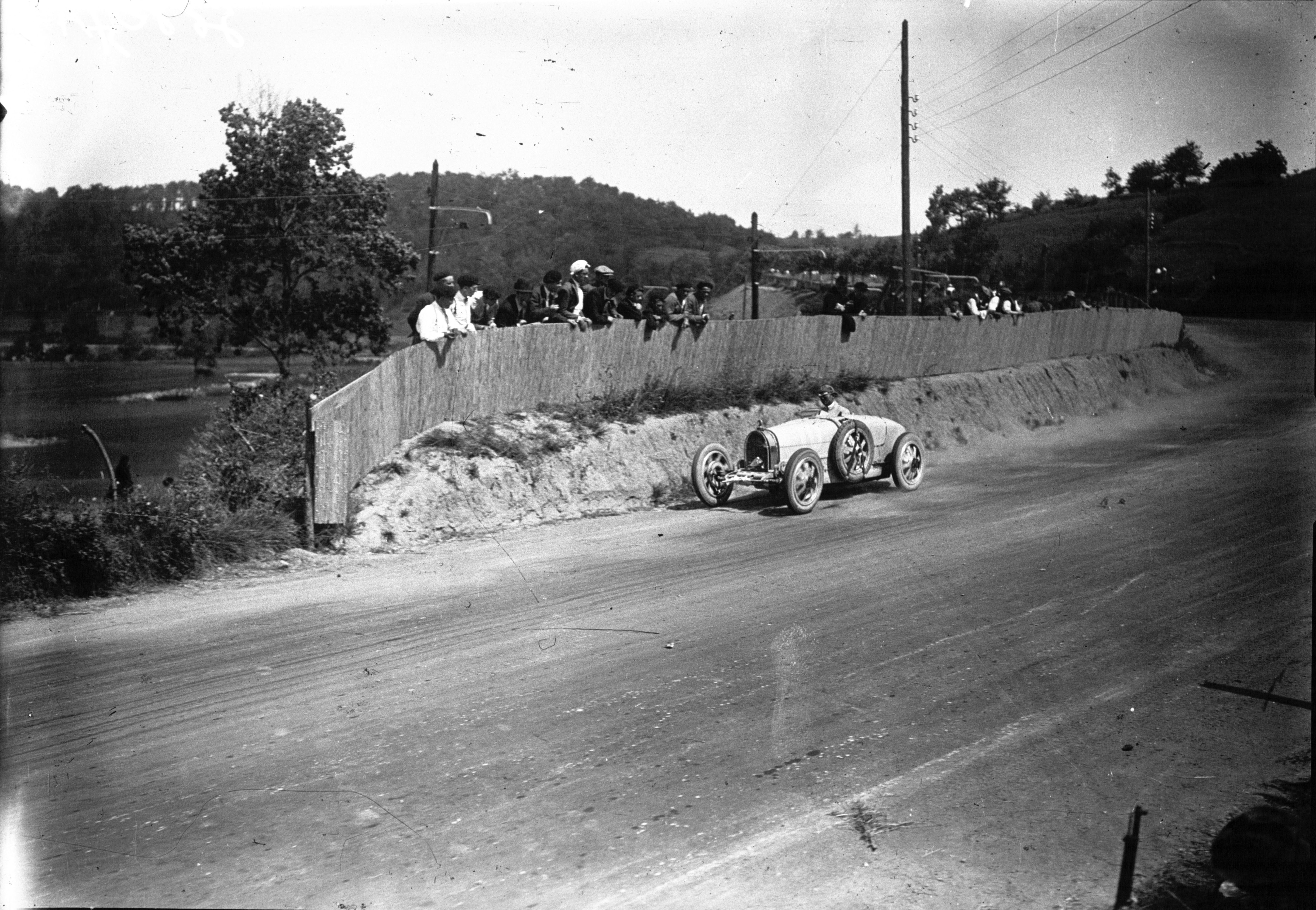
Jules Goux podczas Grand Prix San Sebastián 1926

| Rok  | Tor     | Zwycięzca               | Samochód       |
| ---- | ------- | ----------------------- | -------------- |
| 1923 | Lasarte | Albert Guyot            | Rolland-Pilain |
| 1924 | Lasarte | Henry Segrave           | Sunbeam        |
| 1925 | Lasarte | Albert Divo André Morel | Delage 2LCV    |
| 1926 | Lasarte | Jules Goux              | Bugatti T39A   |
| 1927 | Lasarte | Emilio Materassi        | Bugatti T35C   |
| 1928 | Lasarte | Louis Chiron            | Bugatti T35C   |
| 1929 | Lasarte | Louis Chiron            | Bugatti T35B   |
| 1930 | Lasarte | Achille Varzi           | Maserati 26M   |